# Kreatywna księgowość
Kreatywna księgowość (ang. creative accounting) – proces manipulowania danymi pochodzącymi z rachunkowości przy wykorzystaniu luk w zasadach rachunkowości oraz wyborze takich metod pomiaru, oraz sposobie prezentacji informacji w sprawozdaniu finansowym, aby dostarczało informacji pozwalających na kreowanie wizerunku finansowego organizacji gospodarczej w sposób skłaniający do oczekiwanych zachowań podejmowanych, na podstawie o te informacje, decyzyjne. Kreatywna księgowość jest pojęciem negatywnym wtedy, kiedy dochodzi do nieuczciwej manipulacji danymi finansowymi. Największe ryzyko kreowania wyniku występuje w jednostkach o trudnej sytuacji finansowej.
Inna definicja opisuje politykę kreatywnej księgowości jako: rejestrowanie, ewidencjonowanie, przetwarzanie i prezentowanie zdarzeń gospodarczych z wykorzystaniem obowiązujących przepisów i właściwie interpretowanych zasad rachunkowości w sposób, który nie jest bezpośrednio w tych przepisach wskazany, a który jest wynikiem zastosowania pomysłowego, twórczego i niestandardowego podejścia do tych przepisów i zasad. Rachunkowość kreatywna oznacza działania zgodne z szeroko rozumianym prawem (tj. karnym, cywilnym, gospodarczym, a w szczególności „bilansowym”) i w konsekwencji sama w sobie nie jest pojęciem wartościującym.

## Agresywna księgowość
Agresywna księgowość (rachunkowość) to świadome, zamierzone i celowe prowadzenie rejestracji, ewidencji, przetwarzanie i prezentacja zdarzeń gospodarczych w sposób sprzeczny z przepisami lub przy niewłaściwie i tendencyjnie interpretowanych przepisach oraz zasadach rachunkowości, które może zaszkodzić użytkownikom informacji księgowych poprzez przedstawienie innej (lepszej lub gorszej) niż rzeczywista sytuacji ekonomicznej jednostki.

## Ocena zjawiska
Określenie zyskało popularność w związku z ujawnionymi przypadkami nieprawidłowości księgowych, które wystąpiły w niektórych korporacjach międzynarodowych.
Należy zauważyć, że termin kreatywna księgowość nie jest jednoznaczny ze zjawiskiem łamania przepisów prawa.